# Octave Crémieux
Octave Crémieux (1872 - 1949) was een Frans componist van licht-klassieke muziek uit het begin van de 20ste eeuw.
Hij schreef operettes en liederen en vond met name gehoor met gezongen walsmelodieën.

## Enkele titels
- Le Baiser. Mélodie – Valse (ca. 1907)
- Un Soir
- Quand l’amour meurt. Valse
- Quand l’amour refleurit. Valse-Boston (ca. 1905)
- Give me the Man
- Je suis Candide (Opérette Minouche). Operette (samen met Jean Rioux)
- Come darling (I love you) (gezongen wals)

De titels "Quand l'Amour meurt" en "Give me the Man" werden gebruikt in de film "Morocco" (1930) met Marlene Dietrich. Ze werden opnieuw uitgebracht op cd "Der Blau Engel" in 2000. De titel "Quand L'Amour meurt" werd eveneens gebruikt in 1971 in de tv-film van Jean Renoir "Le Petit théâtre de Jean Renoir ".

## Andere toondichters/tijdgenoten in hetzelfde genre
Andere vergelijkbare toondichters waren W.J. Paans, Joseph Rico, Georges Millandy en I. Snoèk.

## Voetnoten
1. ↑  Der Blaue Engel"
2. ↑  Filmographie